# 李秀芳
李秀芳（Benjamin Brueyre，1810年5月20日—1880年2月24日）, 是一位法国耶稣会神父，19世纪耶稣会在中国的传教士。他在1842年进入中国，是自1724年清朝查禁天主教以后，最早进入中国的耶稣会传教士。

## 生平
1810年5月20日，李秀芳出生于法国上卢瓦尔省滕斯。他在勒皮昂韦莱读了小修院和大修院，在1831年9月19日加入耶稣会，然后去基耶里和瑞士见习，后来在瑞士弗里堡以及瓦勒佩勒皮等地学习哲学。1841年，他和艾方濟（François Estève）、南格禄三人被选中，完成耶稣会重返中国的使命。1793. 在1840年，在中国全境，有20万名天主教徒，遭受边缘化和迫害。1842年7月11日，这三位耶稣会神父在上海附近的吴淞登陆。南格禄神父受命接续耶稣会的科学工作的传统，而其他两位教士直接从事传道。耶稣会在1847年在上海西郊的天主教村庄徐家汇立足，靠近徐光启的坟墓，有一个小圣堂。耶稣会从徐光启的后代那里得到一大块土地，建造圣依纳爵堂，和圣依纳爵公学。
李秀芳神父主要在江南各地农村传教，偶尔返回到徐家汇。1843年，他在松江农村张朴桥创办了圣母无玷圣心修道院。到1849年，该地区有4750名天主教徒。从1853年到1864年，该地区面临太平天国的威胁。1856-1859年，李秀芳任徐家汇修院院长。
从1859年到1866年，李秀芳神父改为担任直隶东南代牧区的耶稣会会长。1860年2月4日，李秀芳神父在威县赵家庄成立了教区第一所修道院。1880年2月24日，李秀芳神父死于献县。
李秀芳神父的传教生涯面临诸多方面的困难。在初期有来自南京教区署理主教罗伯济的误解（1847年离开中国），在后期有1870年的天津屠杀。
李秀芳神父将许多著作翻译成中文，特别是耶稣圣心，他还编写了语法和字典，并在1862年着手翻译《圣经》。